# Elecciones generales de Irlanda de 1997
Las elecciones generales irlandesas de 1997 se llevaron a cabo el 6 de junio del mismo año después de la disolución del Dáil Éireann, la cámara baja del Parlamento irlandés, por la Presidenta de la República Mary Robinson, el 15 de mayo de 1997 a petición del Taoiseach John Bruton. Las elecciones eligieron la vigésima octava legislatura.
Las elecciones se desarrollaron en 41 circunscripciones y eligieron a 166 miembros del Dáil Éireann. El Fianna Fáil y el Fine Gael, los partidos más grandes de Irlanda, aumentaron su apoyo tanto en votos como en escaños. Mientras, el Partido Laborista y los Demócratas Progresistas, los siguientes en número de escaños, tuvieron unos malos resultados perdiendo la mitad de sus escaños cada uno.

## Electorado
El electorado para la elección del Dáil Éireann lo componen los ciudadanos irlandeses mayores de 18 años. La Constitución de Irlanda establece que las elecciones generales deben realizarse cada siete años, pero actualmente hay un límite legal de cinco años. El Taoiseach puede, haciendo una petición al Presidente, disolver la Dáil en cualquier momento, y convocar a elecciones generales con un plazo de treinta días.

## Análisis de los resultados
Las elecciones fueron vistas como un plebiscito para elegir entre la coalición del Gobierno en ese momento, formada por el Fine Gael, el Partido Laborista y la Izquierda Democrática, y una posible coalición formada por el Fianna Fáil y los Demócratas Progresistas.
El Fianna Fáil logró un buen resultado obteniendo 77 escaños. Junto a los Demócratas Progresistas y el apoyo externo del Sinn Féin y 3 diputados independientes lograron formar ese buscado gobierno de coalición junto a los Demócratas Progresistas.
El Fine Gael mejoró el resultado de las elecciones anteriores. Sin embargo, no recibió el suficiente apoyo para renovar el gobierno de coalición liderado por John Bruton.
El Partido Laborista sufrió un colapso obteniendo 17 escaños, 16 escaños menos respecto a las elecciones anteriores. Esto sumado a la incapacidad de la coalición a la cual pertenecía el partido de llegar al Gobierno resultó en la renuncia del líder del partido, Dick Spring. 
Los Demócratas Progresistas tuvieron un mal resultado, perdiendo 6 escaños, obteniendo 4. Izquierda Democrática no mejoró los resultados de las elecciones anteriores, manteniendo sus 4 escaños.
El Partido Verde obtuvo un nuevo escaño, pasando a tener 2. El Sinn Féin consiguió un escaño después de 40 años sin representación en el Dáil Éireann. El Partido Socialista obtuvo su primer escaño.
En total se eligieron 6 candidatos independientes.

## Resultados electorales[1]
|  | 41.48 % |

|  | 22.48 % |

|  | 10.77 % |

|  | 3.96 % |

|  | 2.51 % |

|  | 2.76 % |

|  | 2.55 % |

|  | 0.7 % |

|  | 1.07 % |

|  | 0,47 % |

|  | 0.44 % |

|  | 0.11 % |

|  | 0.08 % |

|  | 0.08 % |

|  | 9.49 % |

|  | 99.01 % |

|  | 0.99 % |

|  | 100,0 % |

|  | 65.9 % |